# Mattiaker

Karte der germanischen Stämme um 50 n. Chr. (ohne Skandinavien)

Die Mattiaker (lateinisch: Mattiaci, griechisch: οι Ματτιακοί) waren wahrscheinlich ein germanischer Teilstamm der Chatten, der in der Umgebung von Wiesbaden (Aquae Mattiacorum), im Taunus und in der Wetterau saß.
Für eine Abstammung würde neben der örtlichen Nähe und der Ähnlichkeit des Namens zu Mattium, dem Hauptort der Chatten, auch die Nennung direkt nach den Batavern bei Tacitus sprechen, für die er ebenfalls eine Abstammung von den Chatten beschreibt.
Die Mattiaker brauchten keinerlei Abgaben zu entrichten, leisteten aber den Römern Hilfe im Kampf, womit sie ein Vorposten der römischen Herrschaft an der Grenze zu Germanien waren. Tacitus schreibt in seiner Germania im Kapitel 29 über die Mattiaker:

„Frei von Lasten und Abgaben und einzig Kampfzwecken vorbehalten, werden die Bataver wie Wehr und Waffen für Kriege aufgespart. In gleicher Abhängigkeit steht der Stamm der Mattiaker. Denn die Hoheit des römischen Volkes hat sich auch jenseits des Rheines und jenseits der alten Reichsgrenzen Achtung verschafft. So haben sie Gebiet und Wohnsitz auf germanischer Seite, doch Herz und Gesinnung bei uns. Im übrigen gleichen sie den Batavern, nur dass Bodenbeschaffenheit und Klima ihres Landes sie mit noch größerer Lebhaftigkeit begabt haben.“

Die Mattiaker haben sich im Verlauf des 1. Jahrhunderts n. Chr. zunehmend von den Chatten emanzipiert und meist, etwa mit Ausnahme des Bataveraufstands, eine romfreundliche Politik betrieben. Nicht zuletzt wird die Lage ihres Siedlungsgebiets gegenüber dem Doppellegionslager Mogontiacum/Mainz sie zu einem solchen Verhalten gezwungen haben. Die Römer betrachteten den Stamm und sein Gebiet als Einflussbereich, was durch die Anlage der Kastelle Wiesbaden, Mainz-Kastel (Castellum Mattiacorum) und Hofheim noch unter den iulisch-claudischen Kaisern gut belegt ist. Wiederum Tacitus erwähnt in den Annales die Anlage von Minen auf der Suche nach Silber im Gebiet der Mattiaker im Jahre 47 n. Chr. durch den Legaten Curtius Rufus. Doch brachte das Unternehmen den Soldaten nur Mühe und geringen Ertrag und wurde bald wieder aufgegeben, dem Curtius Rufus wurden allerdings durch Kaiser Claudius die Triumphinsignien zuerkannt.
Mit den Chattenkriegen Kaiser Domitians und der Errichtung des Limes wurde der Stamm endgültig Teil des Imperiums. Das Gebiet wurde zur zivilen Verwaltung der Civitas Mattiacorum. Nach einem in Mainz-Kastel gefundenen Meilenstein ist dies vor dem Jahr 122 n. Chr., wahrscheinlich noch in trajanischer Zeit, anzusetzen, da die Civitas möglicherweise auch dessen Namen trug.
Neben den zahlreichen Funden der römischen Kaiserzeit aus der Umgebung von Wiesbaden bestätigen die inschriftlichen Belege den Bericht des Tacitus sowie die Romanisierung der Mattiaker. Mehrere Inschriften aus der römischen Provinz Moesia inferior (Niedermösien) nennen eine cohors II Mattiacorum. Sie ist dort zudem durch Ziegelstempel im Kastell Dinogetia nachgewiesen. Inschriftlich belegt ist aus Moesia Inferior noch eine cohors III Mattiacorum (AE 1916, 00065), von der sonst keine schriftlichen Zeugnisse vorliegen. Auch nach dem Untergang des Limes, als sich alamannische Germanen im ehemaligen Gebiet der Mattiaker niederließen, scheint ihr Name nicht ganz verschwunden. Die spätantike Notitia dignitatum nennt Mattiaci iuniores in Gallien und Mattiaci seniores in Italien als Teil des spätantiken römischen Heeres.